# Derby (Kansas)
Derby és una població dels Estats Units a l'estat de Kansas. Segons el cens del 2000 tenia 17.807 habitants.

## Demografia
Segons el cens del 2000, Derby tenia 17.807 habitants, 6.196 habitatges, i 4.969 famílies. La densitat de població era de 922,9 habitants per km².
Dels 6.196 habitatges en un 44,5% hi vivien nens de menys de 18 anys, en un 67,8% hi vivien parelles casades, en un 9,1% dones solteres, i en un 19,8% no eren unitats familiars. En el 17,6% dels habitatges hi vivien persones soles el 7,7% de les quals corresponia a persones de 65 anys o més que vivien soles. El nombre mitjà de persones vivint en cada habitatge era de 2,85 i el nombre mitjà de persones que vivien en cada família era de 3,24.
Per edats la població es repartia de la següent manera: un 32,2% tenia menys de 18 anys, un 6,8% entre 18 i 24, un 29,4% entre 25 i 44, un 21,7% de 45 a 60 i un 10% 65 anys o més.
L'edat mediana era de 35 anys. Per cada 100 dones de 18 o més anys hi havia 89,6 homes.
La renda mediana per habitatge era de 58.508 $ i la renda mediana per família de 66.476 $. Els homes tenien una renda mediana de 47.716 $ mentre que les dones 27.478 $. La renda per capita de la població era de 22.779 $. Entorn de l'1,4% de les famílies i el 2,1% de la població estaven per davall del llindar de pobresa.

## Poblacions més properes
El següent diagrama mostra les poblacions més properes.